# AH-64D (航空機)
AH-64D アパッチ・ロングボウ
陸上自衛隊のAH-64D
- 用途：攻撃ヘリコプター
- 分類：ヘリコプター
- 製造者：マクドネル・ダグラス（現ボーイング）
- 運用者
  -  アメリカ合衆国（アメリカ陸軍）
  -  イギリス（イギリス陸軍）
  -  イスラエル（イスラエル航空宇宙軍）
  -  日本（陸上自衛隊）他
- 初飛行：1991年3月11日
- 生産数：496機
- 運用開始：1996年
- 運用状況：現役
- ユニットコスト：

  - 1,800万ドル（2001年）
  - 約53億円（2021年）[1]
- 原型機：AH-64D
- 派生型：WAH-64 アパッチ

AH-64D アパッチ・ロングボウ（英語: AH-64D Apache Longbow）は、マクドネル・ダグラス（現ボーイング）が開発したAH-64A アパッチにロングボウ火器管制レーダーを搭載し、大幅な能力向上を図ったAH-64の派生型。アメリカ陸軍の他、日本の陸上自衛隊などでも採用されている。

## 開発経緯

### 第2世代アパッチ開発計画
1986年7月に初期作戦能力を獲得したAH-64A アパッチは、アメリカ軍の数々の作戦に投入されてその威力を発揮し、世界最強の攻撃ヘリコプターであることを知らしめた。ただ、進化が予想される将来の戦場シナリオに対応するための改良・発達が不可欠とされ、マクドネル・ダグラスは1990年の湾岸危機直後に第2世代アパッチ開発計画に着手した。この計画はAH-64Aに全地球測位システム（GPS）、地上・空中単一チャンネル無線システム（SINCGARS）、自動火器管制システムと目標引き渡し機能などを備え、新しいローター・ブレードの装備を含めた信頼性の向上を行うもので、AH-64Bの名称が与えられ、254機のAH-64AをAH-64Bに改修する計画が立てられた。しかし、1990年8月にアメリカ国防調達委員会はもう一つの改修計画である、AH-64C/D計画を承認。これにより、AH-64B計画は実現しなかった。
このAH-64C/D計画は、AN/APG-78ロングボウ火器管制レーダー（FCR）システムを装備し、AH-64B計画での改修点に加え、無線周波（RF）ヘルファイア 対戦車ミサイルの携行能力、ドップラー航法装置の装備、アビオニクスの小型化、コックピットの改善を行うもので、ミリ波レーダー搭載型をAH-64D、ミリ波レーダー非搭載型をAH-64Cと呼称した。1990年12月からAH-64C/Dへの改修作業が開始され、ヘルファイア対戦車ミサイルの開発に間に合わせるために当初の51ヶ月から延長して70ヶ月の全規模開発プログラムがスタートした。1993年末にはAH-64Cの呼称が廃止され、ミリ波レーダー搭載の如何に関わらず、改修機全機をAH-64D アパッチ・ロングボウと呼称することが決定された。

### AH-64Dの開発
開発元のマクドネル・ダグラスはAH-64Dの特徴を以下のように説明している。
- 状況把握能力と戦場管理能力の向上
- 悪天候時や障害物のある戦場環境において精密攻撃能力を有しつつ威力を発揮する
- 戦闘力、生存性の向上
- 信頼性、入手性、整備性の強化
- 予算内、スケジュール通りの納入

アメリカ陸軍が装備するAH-64Dは全機、既存のAH-64Aからの改修機とし、全規模開発プログラムに基づいてまず、AH-64Aの量産2号機がAH-64D空力試作改造初号機となり、ダミーのロングボウ・レドームを装備して1991年3月11日に初飛行した。これに続いて試作改造機4機と先行量産改造機2機が製造されている。試作改造初号機は1992年4月15日、2号機は1992年11月13日に初飛行し、空力試験の後、1993年中頃にロングボウ・レーダーが装備されて1993年8月20日に進空した。3号機は1993年6月30日、4号機は1993年10月4日にそれぞれ初飛行しており、5号機はAH-64Cの改造初号機となる予定であったが、AH-64Cの呼称が廃止されたのに伴い、ロングボウ火器管制レーダーを装備しないAH-64Dとして1994年1月19日に初飛行しており、ハミルトン製の新型軽量飛行管理コンピューターを搭載した最初の機体となった。6号機は1994年3月4日に初飛行している。
1995年1月30日から2月9日にかけてカリフォルニア州チャイナレイクで実施された模擬戦形式の評価試験では、AH-64Aと比較して生存性で7倍、目標の破壊数で4倍もの記録を達成し、「AH-64DはAH-64Aの28倍の能力を持つ」と謳われるようになった。
AH-64Dへの量産改修については、1995年12月に先行調達段階の契約が結ばれ、1996年8月16日にアメリカ陸軍とマクドネル・ダグラス社が今後5年間で232機を改造する多年度再生産契約を結んでいる。この契約ではまず、初年度に24機の再生産機を納入し、232機全機を2001年第1四半期までに完納することとされた。アメリカ陸軍では、保有する758機の全AH-64AをAH-64Dに改修し、ロングボウ・レーダー搭載機は227機にする計画を立てた。しかし、その後の試験評価などからAH-64Dへの改修機数を501機に削減し、ほぼ全機にロングボウ・レーダーを搭載する方針に変更している。
AH-64Dのアメリカ陸軍向けは、ブロック方式でのアップグレードが採用されており、さらに年度毎のロットによるスパイラル・アップデート方式での段階的な能力向上が行われている。初期引き渡し機はブロックIと呼ばれ、最初の284機がこの仕様である。続く313機がブロックIIと呼ばれるもので、2002年2月25日に初号機がアメリカ陸軍へ引き渡された。ブロックIIは、アメリカ陸軍の戦術級C4IシステムであるFBCB2に対応する通信機能を備えたもので、AN/TSQ-158強化型位置評定報告システム（EPLRS）との接続を可能にしている。

## 機体構成

### 機体

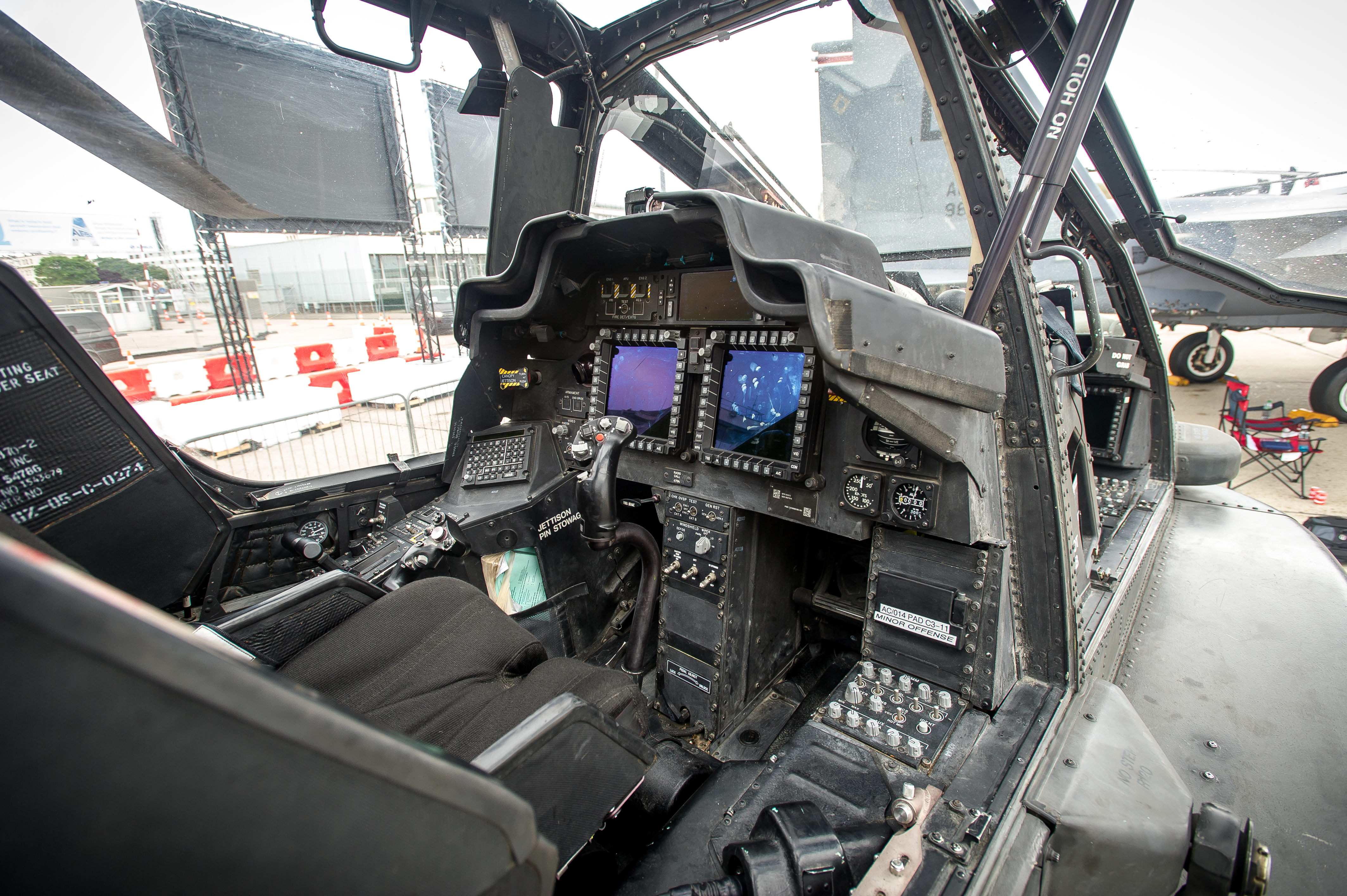
コックピット（後席）

AH-64DのコックピットはAH-64Aから完全に一新され、マンプリント型と呼ばれる。前後席には従来の計器類に代わって15×15cmの単色CRT表示装置を2基装備し、これにより、コックピットのスイッチ類はAH-64Aの1200個から200個に減少しており、乗員のワークロードは大幅に減少した。CRT表示装置には、基本飛行情報のほか、戦術状況表示、エンジンやシステム状況表示、兵装状況表示、レーダー情報表示などを乗員の選択により行うことができ、2基のCRT表示装置には完全な互換性がある。
また、戦闘管理/連携攻撃/状況認識能力が改善されており、サイメトリクス・インダストリーズ製改良型データ・モデム（IDM）を装備する。このモデムは、毎秒16KB（16,000bps)という高速データ転送機能を有しており、行動中の地上部隊、あるいは他の作戦中のヘリコプター、地上の火力チーム、E-8 J-STARSなどと各種データのやりとりを行う。これによって、情報の交換や目標の引き渡しと引き受けなどか可能となり、AH-64Dは各種のC4Iシステムに参加することで統合化された空地戦を行うことが可能である。本来AH-64DのIDMで転送できるデータとしては、座標データ（目標、脅威、経由点、障害物についての情報とその管理手段）、FCR目標データ（全目標、目標の優先順位、無線周波による伝達）、戦闘損害評価（BDA）、射撃ゾーン（射撃ゾーンでの目標の優先順位と射撃禁止ゾーン）などで、これにより、本機で作成された目標データなどをIDMを介して、他の戦域内の友軍に提供して、30秒以内に調和のとれた精密攻撃を実行することが可能である。

### AN/APG-78 ロングボウ・レーダー

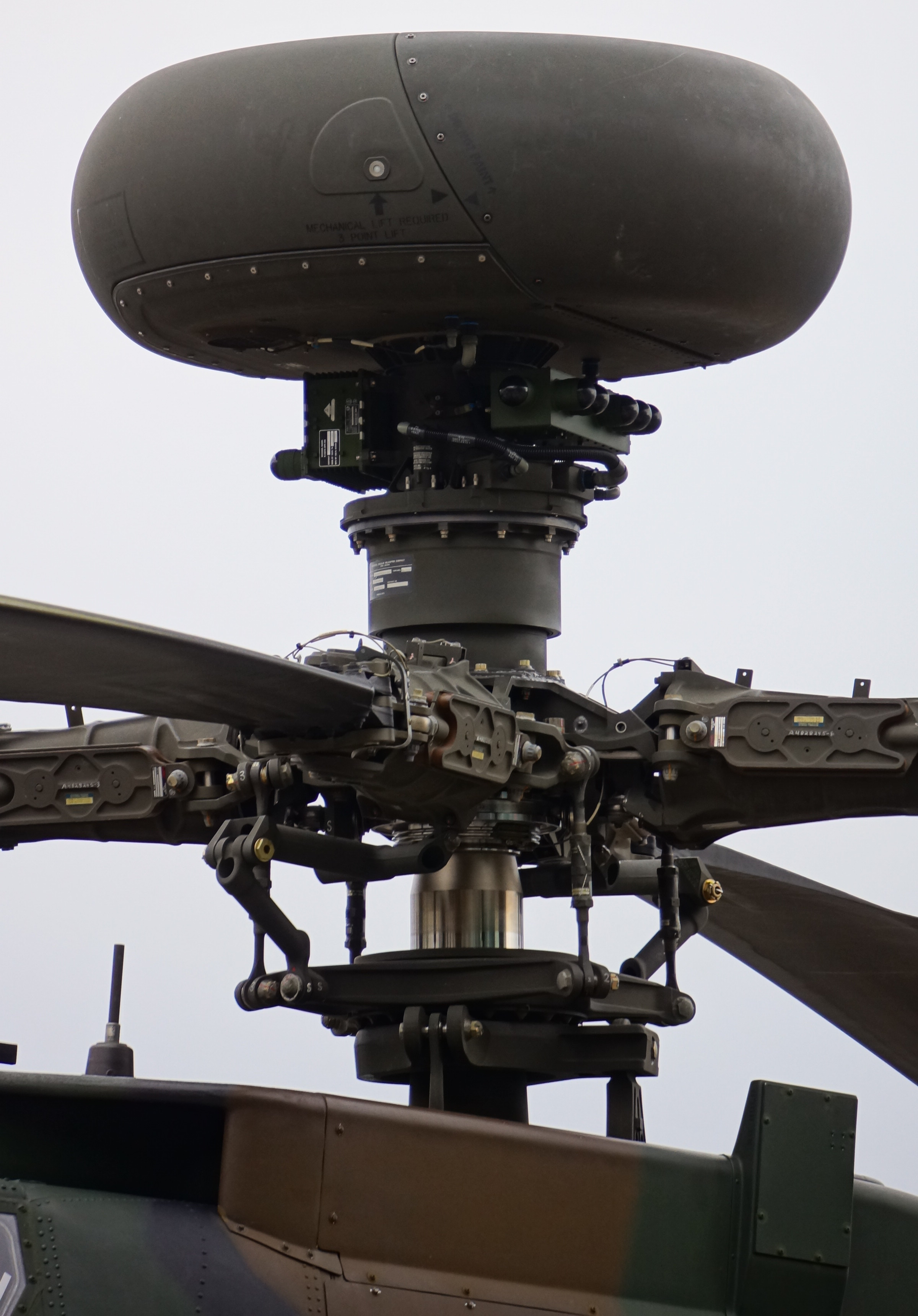
ロングボウ・レーダー

AN/APG-78ロングボウ・レーダー（FCR）は、35GHzというミリメートル波（Kaバンド）を使ったレーダーで、目標の発見や捕捉/照準に加えて低迎撃可能性（LPI）を有するように設計されている。レーダー自体は、主ローター・マスト頂部の重量113kgの円盤形ドームに収められていて、空対空モードでは360度の捜索能力を有し、1回の360度全周走査は30秒以内で行われる。また、空対地モードでは、一つの走査セクター（区域）は90度で、それを3セクター有し、機体前方270度の範囲内で走査する。この他、地形プロファイリング機能も有する。
ロングボウ・レーダーは1000以上の目標を探知する能力を持ち、その中から戦車や空中部隊などを迅速に探知・識別して位置を特定し、攻撃のための優先順位付けを行える。空対地モードでは、地上目標に加えて空中目標の探知も可能だが、空対空モードでは地上目標の探知能力はない。レーダー・アンテナの走査で把握された目標は機上プロセッサが、精密な位置評定、移動速度、移動方向などの情報処理を行う。この作業は同時に最大256目標に対して行えるようになっており、それぞれの目標が装軌式車両または車輪式車両であるのか、防空施設であるのか、ヘリコプターまたは航空機であるのかといった種別を特定することも可能である。さらにこれら探知目標について、脅威の度合いを判定して自動的に対処優先順位を付けて目標リストを作成する機能も有している。乗員は目標リストの順位に従って攻撃を行うことができるほか、目標リストの順位を拒否して攻撃を行うことができる。加えて、空対地モードでは優先射撃ゾーン（PFZ）を設定し、そのゾーン内のみの目標に関する優先順位付けも行える。優先順位付けされた目標は、優先度の高いものから順に最大で16目標がコックピットのへ機能表示装置に表示される。最大で16目標に限定される理由は、攻撃に使用されるAGM-114ヘルファイア 対戦車ミサイルの搭載数が1機で最大で16発であるためである。
ロングボウ・レーダーの基部にはAN/APR-48A レーダー周波干渉装置（RFI）のセンサーが付いている。これは、周囲360度の脅威警報・識別能力を有しており、FCRの照準線に準拠した最大90度の範囲で脅威目標への射撃方向判定を行うことが可能であり、AH-64Dが地形などの陰に完全に隠れる前に受動方式で敵防空システムのレーダー波の輻射を捉え、その信号の特徴を内蔵データと比較することで、輻射源のタイプを特定してMPD上に敵防空システムの脅威レーダーの存在とそれがどのようなものであるかを示す型式を合わせて表示することができる。また、その情報はFCRに伝えられてFCRの探知情報（最大128目標）と合わせられ、その中の16目標について優先順位付けを自動で行い、それらに対してアクティブ・レーダー・ホーミング＋慣性誘導による専用のAGM-114Lロングボウ・ヘルファイア 対戦車ミサイルにより攻撃が行われるが、より精密な攻撃が必要である場合には、機首に装備されたAN/ASQ-170目標捕捉・指示照準装置（TADS）により目標を視認で確認してミサイル攻撃をすることができる。
FCRの捜索処理による目標に対するキュー化は完全に自動化されており、AH-64Dが地形などの陰に隠れた後でも作動している敵防空システム存在下で、乗員による反応時間の最短化を実現している。RFIのアンテナ・アレイは、FCRアンテナとともにボアサイト化されているのでRFIによる探知は高い精度でFCRの目標情報と一体化される。レーダー輻射源の脅威特性の特定方法は、最大100の脅威レーダー輻射をプログラム化して、そのプログラムを内蔵データと照合することでレーダー輻射源の機材などを特定する。このプログラムは、取り外し可能型の使用者データ・モジュール（UDM）に収められており、新たな脅威が出現した場合でもユーザーが容易にアップデートできるシステムとなっており、脅威の捜索、追跡、誘導信号の探知を識別して攻撃目標の優先順位を行う上で大きな役割を担っている。これは、戦闘機に搭載されているレーダー警戒装置（RWR）と同様の原理であるが、FCRと内蔵データと組み合わせることで、RWRに比べて100倍の能力を持つシステムとも言われている。
これらが探知して作成した目標に関するデータは、IDMを介して他の友軍の地上部隊やヘリコプターやE-8 J-STARSなどの航空機に転送が可能である。
なお、全ての機体がロングボウ・レーダーを搭載している訳ではなく、非搭載機は主ローター・マスト先端に蓋がされている。海外輸出の際も輸出規制などの理由でロングボウ・レーダーを外して輸出される場合がある（オランダ、エジプトなど）。ただ、AH-64Aでは主ローター・マスト先端にあったエアデータ・プローブが左右エンジンナセル上に移されているため、非搭載でもAH-64Aとの識別は容易である。
尚、市街地や山林地域、海上地域で使用すると、実際の標的より多くの標的を探知したり、実際の標的数より少なく表示されてしまったり、海上の波を標的や舟艇と識別してしまうという報告が導入後に試験をした陸上自衛隊と韓国陸軍によって報告されている。

### アローヘッド

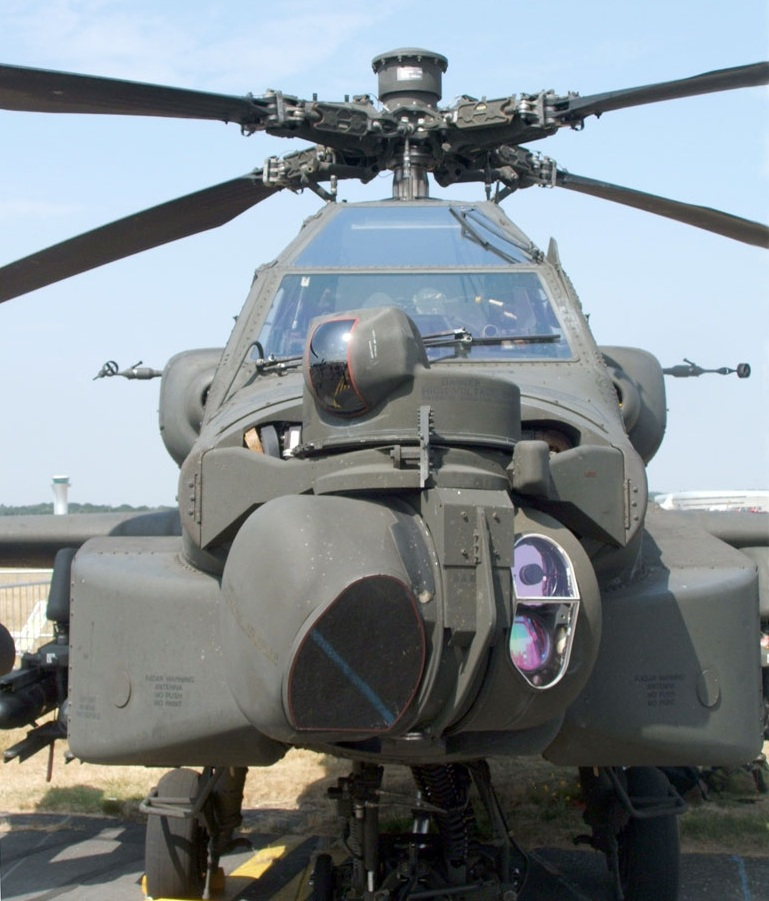
機首のTADS（下）とPNVS（上）
アローヘッドはこのターレットを流用して装着できる

ロッキード･マーティン社が開発したアローヘッドは、AH-64Aの機首先端に装備された、AN/ASQ-170目標捕捉・指示照準装置（TADS）とAN/AAQ-11パイロット暗視センサー（PNVS）の組み合わせであるTADS/PNVSの近代化型で、M-TADS/PNVSとも呼ばれており、形式はそれぞれAN/ASQ-170(V)、AN/AAQ-11(V)となった。基本的にはTADS/PNVSと同じ機能を果たすが、機体に大幅な改造を加えずにそのまま装着することが可能である。
AH-64DブロックIIのロット10以降に装備されている新世代の赤外線技術を使ったセンサーで、操縦用センサー、画像増強装置（I2）、目標指示前方監視赤外線（FLIR）、昼間センサー（昼間テレビ、レーザー照射装置、レーザー追跡装置）で構成されている。昼間センサーの昼間テレビはカラーテレビが使用されており、レーザー照射装置のレーザーは複コード化されて、アイセーフ・レーザーも使用される。FLIRを使った操縦センサーとI2によるテレビ・システム（I2TV）で発達型操縦センサー（APS）を構成しており、これまでは、スイッチにより画像を切り替えて表示していたのを、必要に応じてFLIRとI2TVとの画像を融合表示することができる。それ以外のものが発達型目標指示センサー（ATS）となっており、3段階視野の新技術FLIR（ATF）、画像を基にした非等質性補正、探知距離延長の為の電子式画像安定化、複数目標の追跡機能（主目標1個＋同時追跡目標5個）、複コードでのレーザー・スポット追跡、航空機へのデジタル・インターフェース（ビデオおよび1553データバス）、選択式の視野（30度×40度または30度×52度）、自動ボアサイト機能を有している。
アローヘッドの大きな特徴の一つは高画質のFLIR画像が得られることであり、1,000-10,000,000ピクセルという極めて大きなフォーカル・プレーン・アレイを有し、その走査画像をアナログ/デジタル変換をチップ上で行うことによって高解像度の画像を得られる。アローヘッドは多数の列線交換モジュール（LRM）と列線交換ユニット（LRU）で構成されているため、不具合や故障が生じてもモジュール化ユニットをそのまま交換するだけで機体を作戦状態に戻すことが可能であり、高い作戦稼働率を維持することができる。また、LRMの使用によって戦闘環境や電磁干渉に対しても高い抵抗力を有するようになっている。
| 従来のTADS/PNVS搭載機の前席コックピット。センサー表示を見るためには覗き込む必要があった |  | アローヘッド搭載機の前席コックピット。液晶表示となったことで覗き込む必要がなくなった |
| 従来のTADS/PNVS搭載機の前席コックピット。センサー表示を見るためには覗き込む必要があった |  | アローヘッド搭載機の前席コックピット。液晶表示となったことで覗き込む必要がなくなった |

また、従来装備機の前席操縦席（副操縦士兼射撃手）には、中央にハンドクリップ、光学中継管（ORT)、目標指示電子表示および制御（TEDAC）の基本ユニットが入った小型のヘッド・ダウン表示ユニット（HDU）が一体化した表示/操作装置があり、ORTの表示を見るためには、頭を付けて覗き込む方式であったため、機体の周囲の状況を瞬時に把握することが困難になる欠点があったが、アローヘッド装備機には、ORTとHDUの代わりとして単色の大画面液晶表示装置が装備されており、画像の読み取りが一層高まると共に覗き込む必要もなくなるため、機体の周囲の状況に注意することが可能になっている。
このアローヘッドを最初に装備したAH-64Dは陸上自衛隊向けの機体であり、その後はアメリカ陸軍やイギリス陸軍の機体にも換装作業が進められている。

### 搭載兵装
搭載兵装は、基本的には従来のAH-64Aと変わらないが、搭載するヘルファイア対戦車ミサイルは、最新型のAGM-114K/LヘルファイアIIを搭載している。
AGM-114Kは従来のAGM-114A/C/Dと同じくセミ・アクティブ・レーザー誘導であるが、対電子光学対抗手段能力を有しており、先端にあるセミアクティブ・レーザー・シーカーをヘルファイア最適化ミサイル・システム（HOMS）とヘルファイア強化型レーザー・シーカー（HELS)を新規生産および既存のミサイルへ改修することにより、複数目標の補足が可能となっており、優先射撃ゾーン（PFZ）内での優先順位により割り当てられた目標が他のミサイルなどで破壊されてしまった場合には、別の目標に向かわせる機能を新しいデジタル式自動操縦装置/誘導電子機器を装備することで可能としている。その他に射程の延長（8kmから9km）、飛行時間の短縮（超音速飛翔）、100mmの装甲を貫通する能力を持つタンデム弾頭による破壊力の強化を有している。
AGM-114Lはアクティブ・レーダー誘導でミサイルに指示を送る無線周波（RF）ヘルファイアと呼ばれるもので、先端にミリメートル波レーダー・シーカーを持つAH-64Dの専用兵器である。
空対空ミサイルはFIM-92 スティンガー携行式地対空ミサイルの空対空派生型のAIM-92を搭載可能で、主にアメリカほど絶対的な航空優勢を確保できない海外の軍隊で使用されている。
運用国によっては独自の兵装を搭載することもあり、イスラエル空軍ではスパイク対戦車ミサイルの運用能力が付加されている他、イギリス陸軍ではブリムストーン対戦車ミサイルの運用能力を付加する予定。

### エンジン
AH-64Dは、GEが開発したT700-GE-701C ターボシャフトエンジンを二基搭載している。一基のエンジンは標準で1,660shp、一基のエンジンがトラブルを起こし片発で飛行する場合は、1,800shpで30分間、1,890shpで10分間持続可能など非常に高性能で、通常飛行時は出力に余裕があるため高い機動性を生かした飛行が可能である。
陸上自衛隊が導入したAH-64Dは、GEのエンジンをIHIがライセンス生産をしているため名称がT700-IHI-701Cに変更されている。
アメリカ陸軍で運用されているAH-64Dの中には、2000年代後半頃よりエンジンの排気口が上方向になるよう改修を受けた機体も見られる。

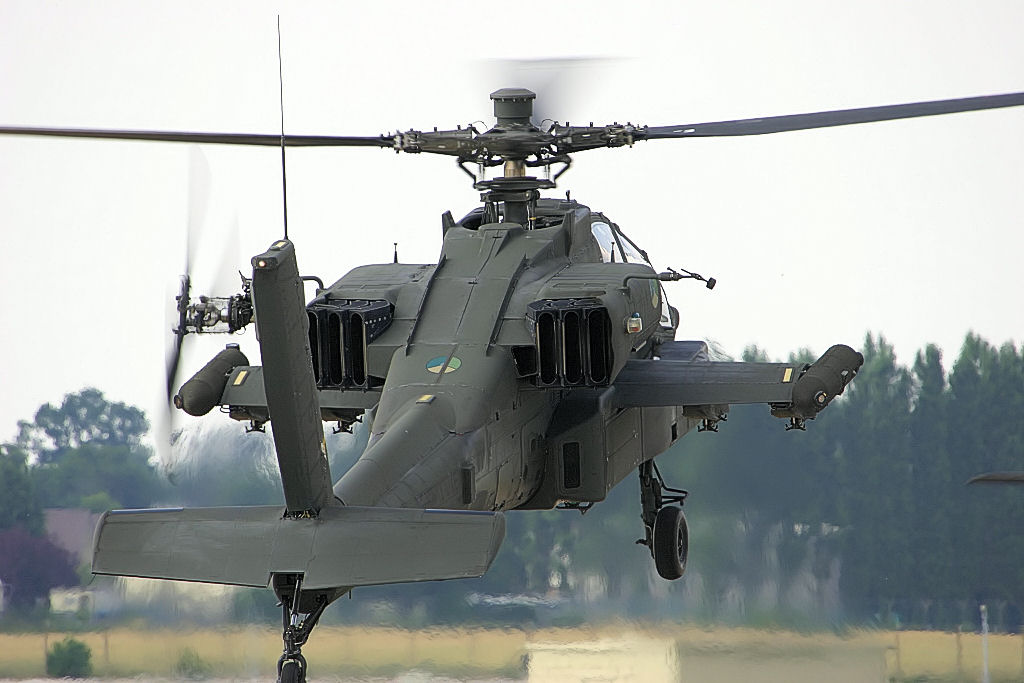
従来のアパッチのエンジン排気口。後方を向いている。
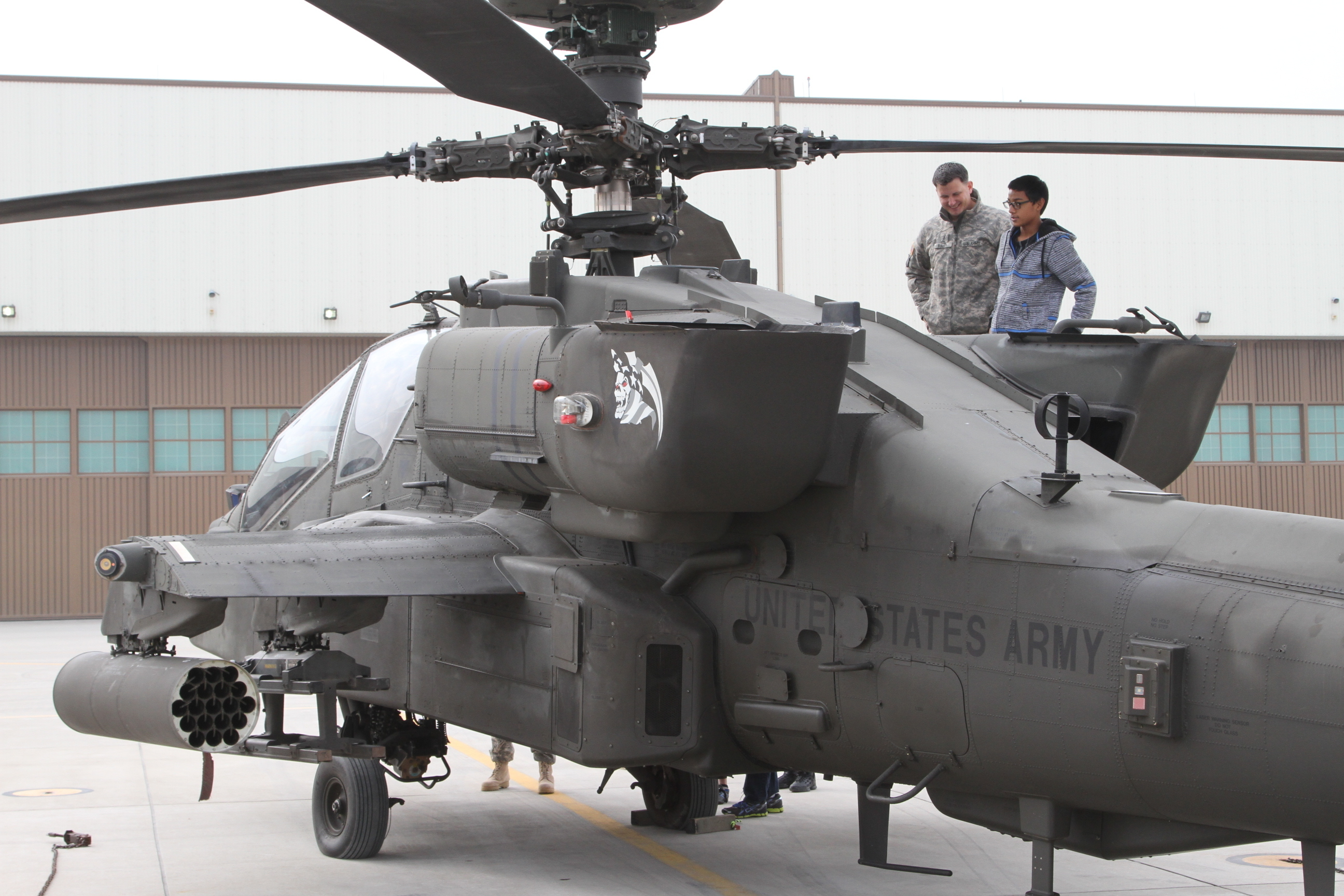
排気口の向きが上方向になるよう改修された機体。
横方向から見たエンジン改修機。2013年、アフガニスタン。
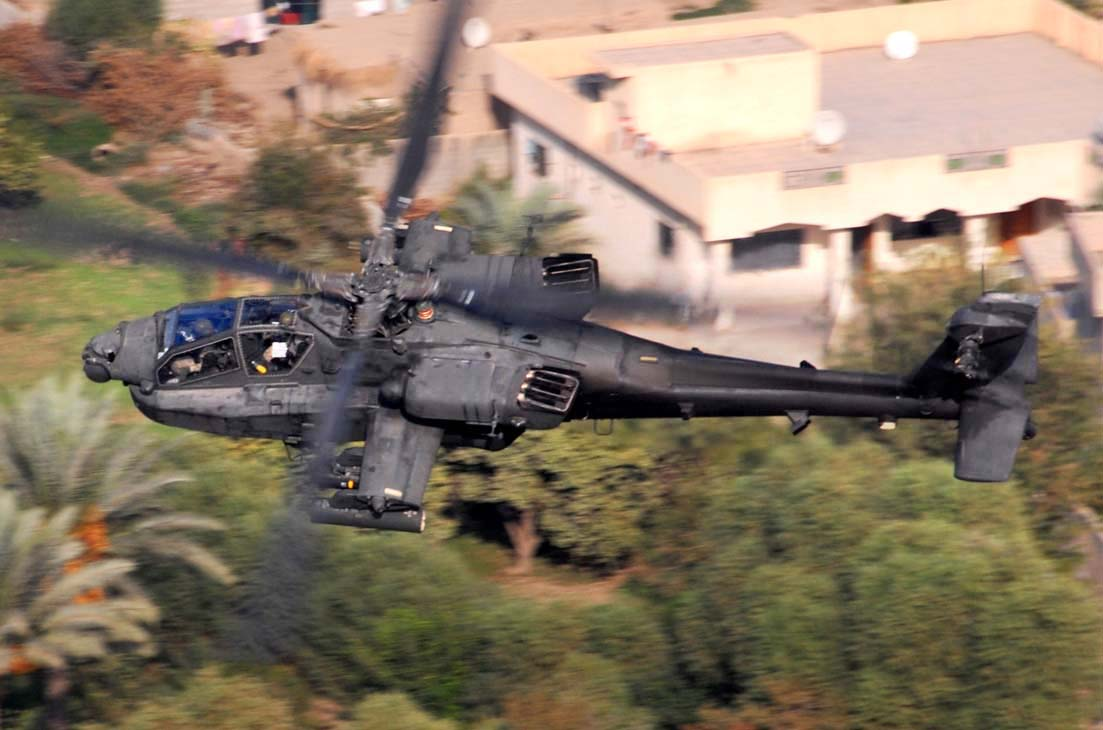
上方向から見たエンジン改修機。排気口が確認出来る。2007年、バグダッド上空。

## AH-64Eへの発展

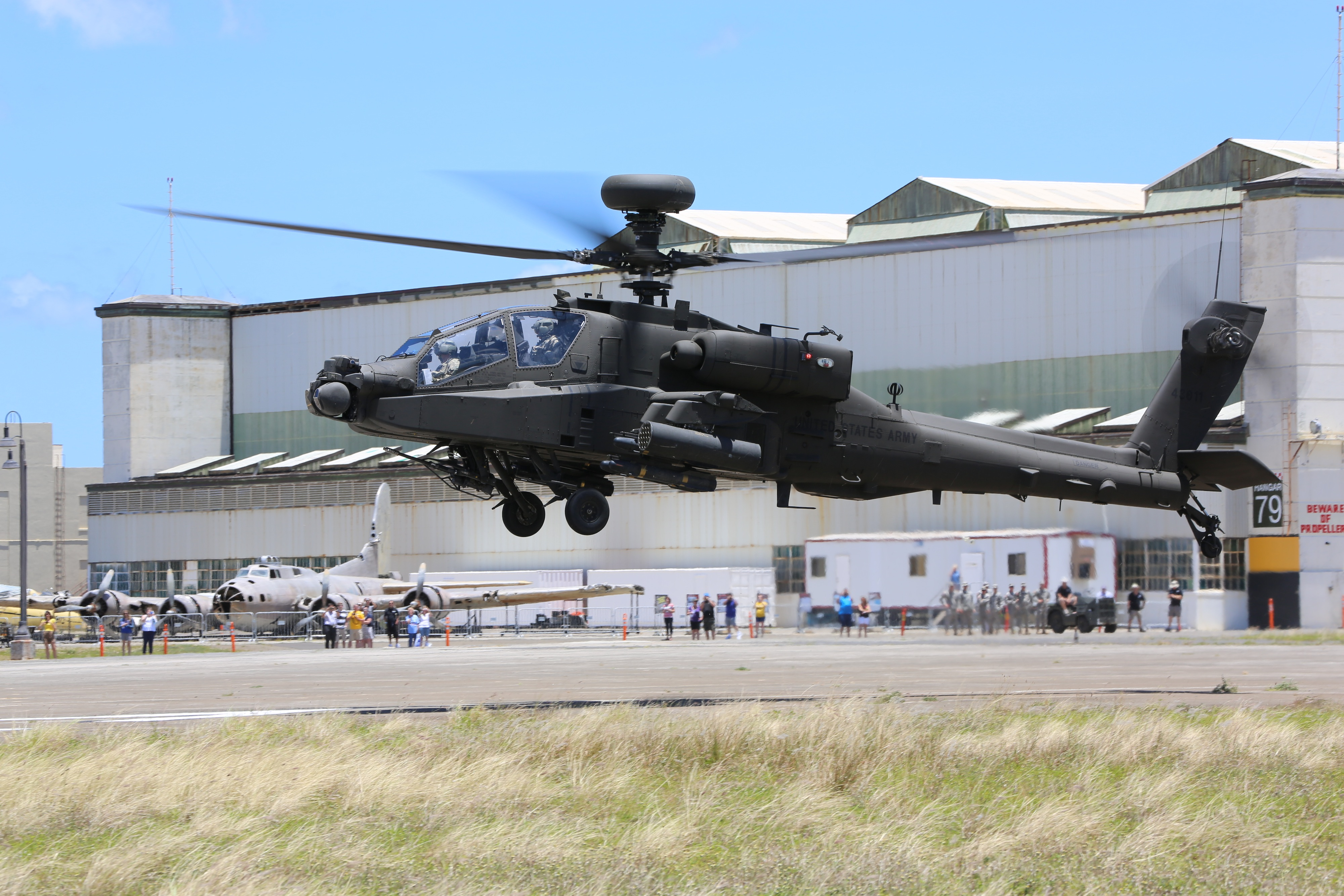
最新型であるアメリカ陸軍のAH-64DブロックIII。
名称がAH-64E アパッチ・ガーディアンと変更された。

AH-64E アパッチ・ガーディアン（Apache Guardian）は、元々AH-64D ブロックIIIとして開発されていたもので、米軍も2011年11月に納入を始めたばかりの最新鋭攻撃ヘリである。
外見に大きな変化こそないが、新素材の活用で装甲防御力が15％向上し、耐久性と出力を向上したT700-GE-701Dエンジンの搭載や複合材料製メインローターの採用により機体性能も向上している。また海上運用にも適合し着上陸阻止や離島防衛、揚陸作戦支援などにも使用可能になった。アビオニクス面では、ワイドバンド通信機能の装備、電子機器のアップグレード、レベルIVの無人機制御能力、ロングボウ・レーダーの海洋目標モード追加と探知距離延伸、リンク 16 戦術データ・リンクやセンサー融合技術の導入などを従来と同じくスパイラル・アップデート方式で行う。
無人機制御能力により、有人・無人チーミング（MUMT）という新たなコンセプトでの連携運用が可能となった。AH-64Eの搭乗員は無人機が捉えた目標情報を取得することで状況認識能力を大幅に高めることができ、さらに他の無人機やAH-64E、地上ステーションと共有することも可能である。無人機への攻撃指示も可能で、これにより自機を敵部隊に晒す危険性を劇的に減らし生存性の向上につなげている。試験では目標を捉えたMQ-1Cに100km以上離れたところにいるAH-64Eから攻撃を指示し破壊に成功したという。
アメリカ陸軍のAH-64Eは2013年11月27日に初期作戦能力（IOC）を獲得。翌年3月からアフガニスタン紛争に投入された。さらに陸軍予備役と陸軍州兵から全機体を移管してOH-58Dの後継に充てた。洋上作戦能力強化も進められており、海軍の軍艦上へ展開することもある。2020年6月30日には、シリーズ通算2,500機目となるAH-64Eをアメリカ陸軍へ納入したと発表された。
アメリカ陸軍では、既存のAH-64DをAH-64Eへアップグレードすることを計画している。これに伴い、AH-64Dのサポートは2025年をもって打ち切られる方針である。

## 採用国

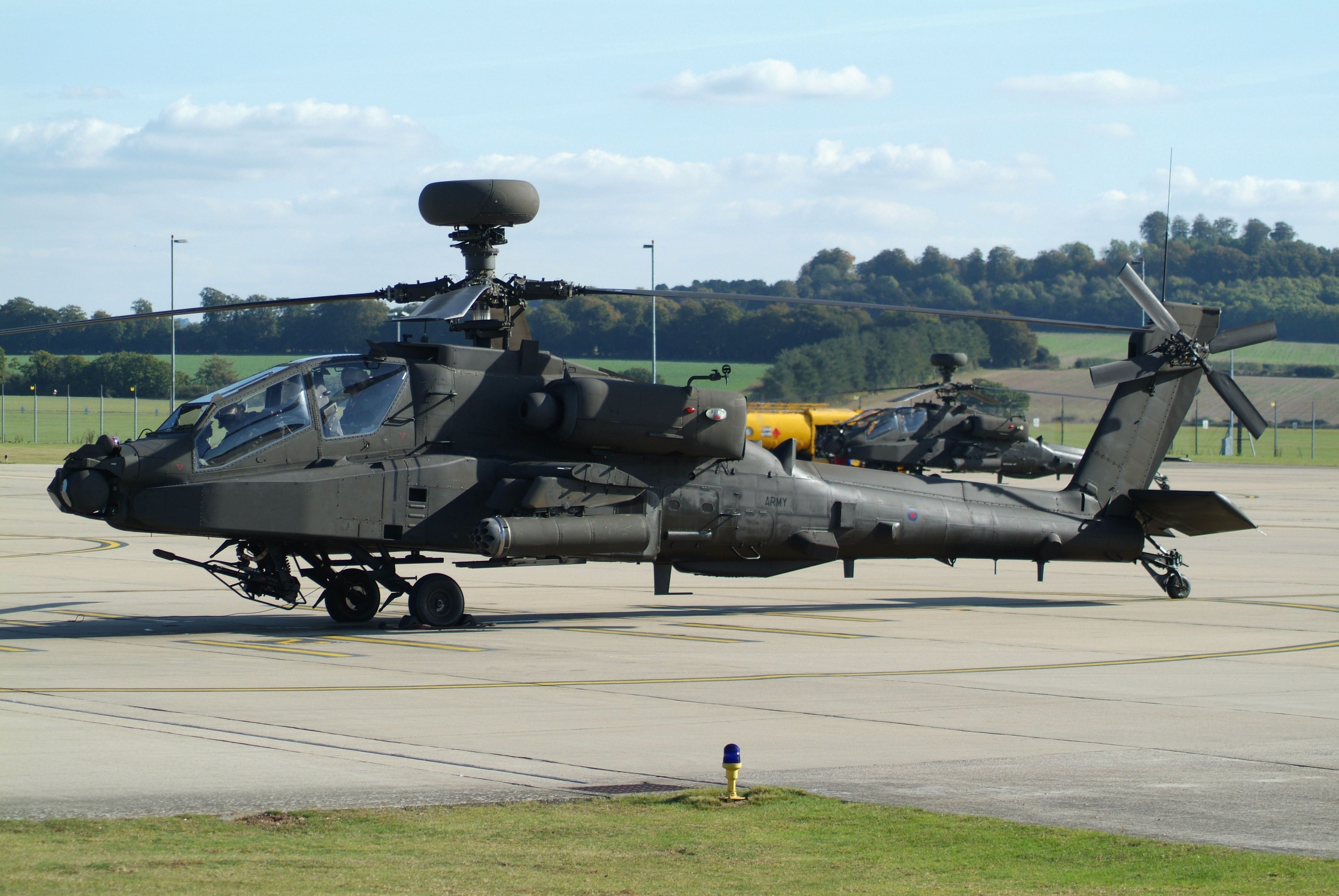
イギリス陸軍のWAH-64
AH-64Dと外見上大きな差異は無い

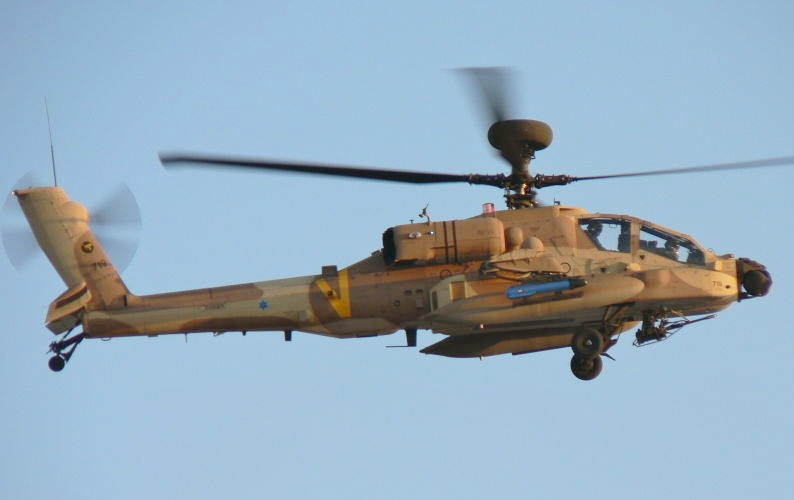
イスラエル空軍のAH-64D

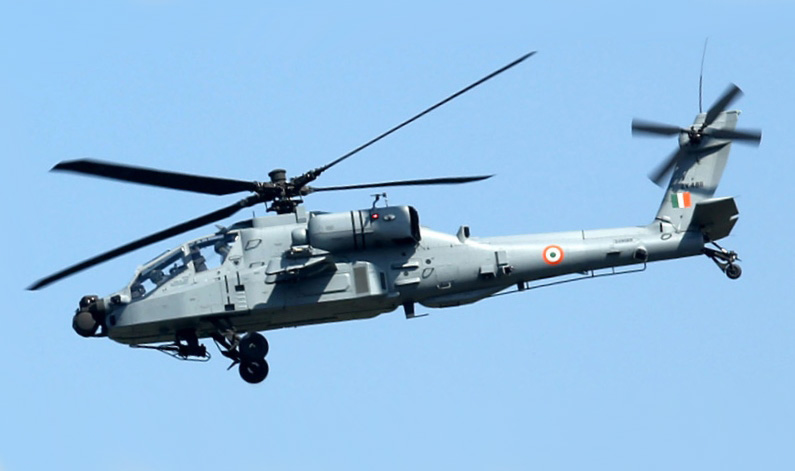
インド空軍のAH-64E

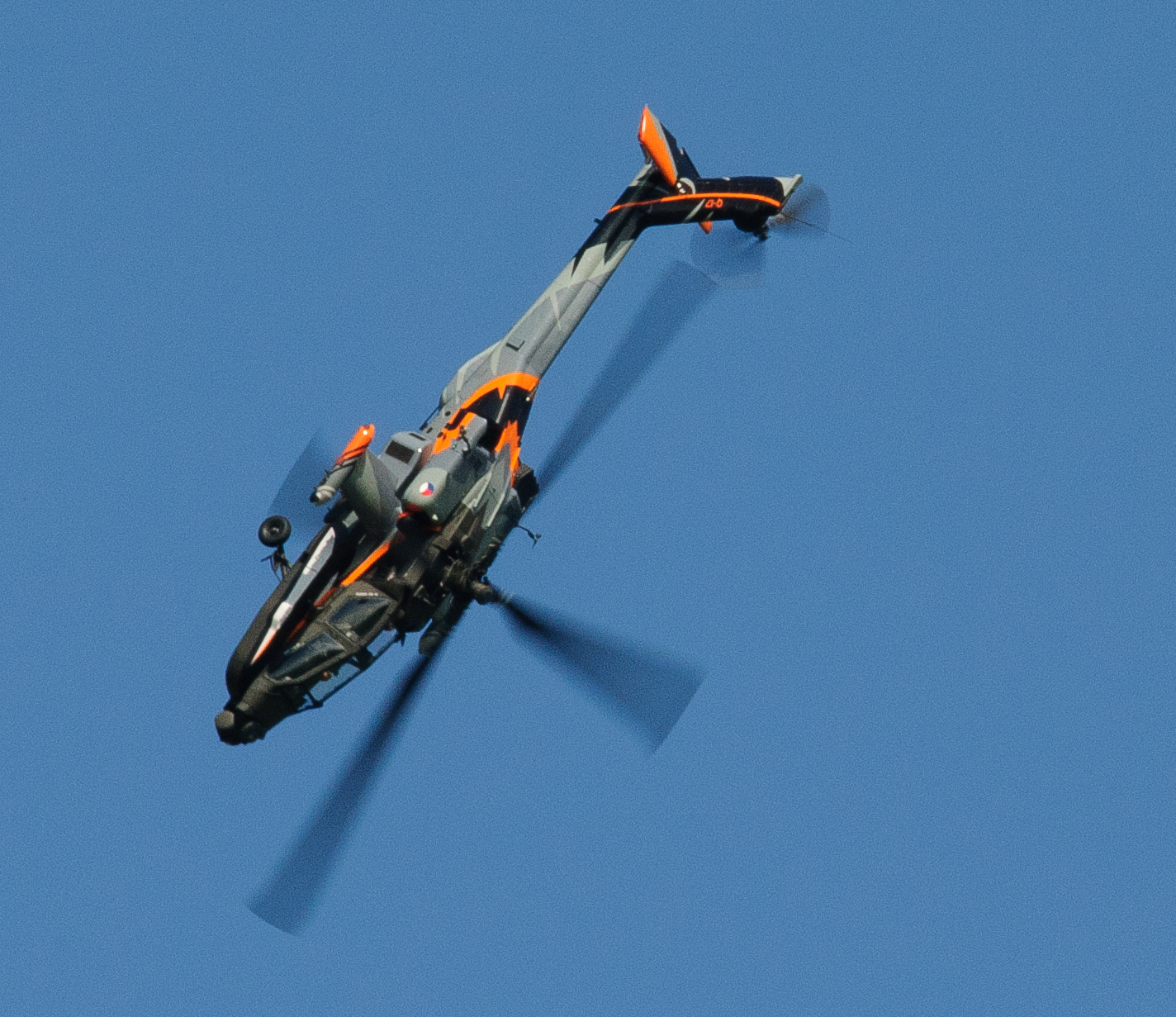
宙返りを披露するオランダ空軍アパッチソロディスプレイチームのAH-64DN

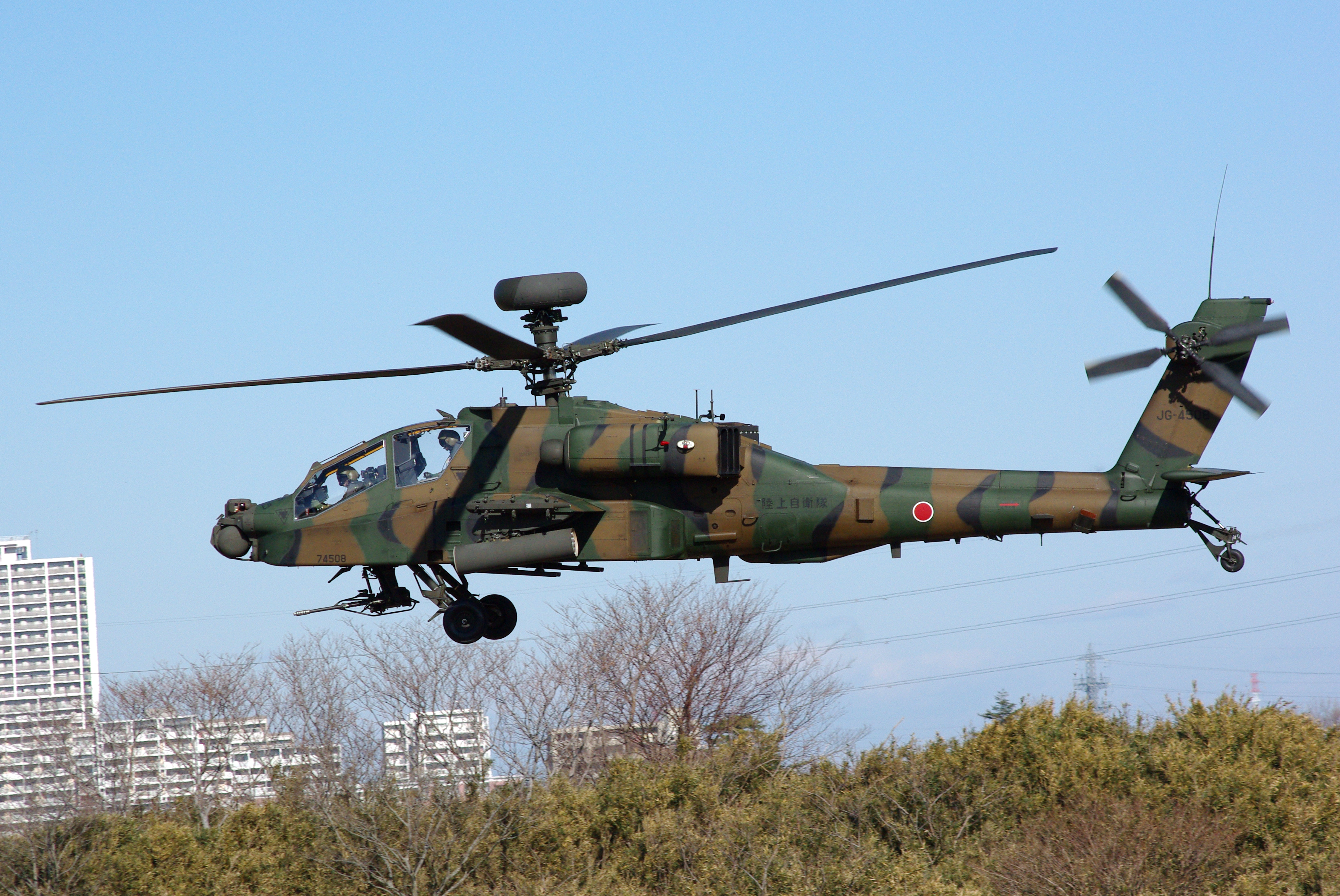
陸上自衛隊のAH-64D

アメリカ合衆国
アメリカ陸軍は160機のAH-64Dと590機のAH-64Eを運用している。
なお 2025年5月1日、ヘグセス国防長官は陸軍の包括的な改革（massive overhaul）をドリスコル陸軍長官に命じ、これを受けて2025年5月14日、ミンガス副参謀総長は現役の航空騎兵中隊（air cavalry squadrons）11個と予備役の遠征騎兵中隊（reserve expeditionary CABs）2個を廃止し、アメリカ陸軍におけるAH-64Dを全廃すると発表した 。

 アラブ首長国連邦
2009年に既存のAH-64A全機をAH-64Dへ改修。
2018年10月9日、アメリカ国防安全保障協力局（DSCA：Defense Security Cooperation Agency）はアラブ首長国連邦向けにFMS（対外有償軍事援助）経由で、17機のAH-64Eアパッチ・ガーディアンの売却を議会に通告。新造機9機とAH-64Dからの改修機8機を導入予定。

 イギリス
イギリス陸軍が1990年代初頭より攻撃ヘリコプターの導入を計画し、1995年7月にAH-64の採用が決定する。イギリス海軍の保有する揚陸艦での運用も考慮した、イギリス向けAH-64である「WAH-64」を導入している。
「Apache AH Mk 1」もしくは「AH.1」との名称が、イギリス国防省で指定・使用されている。

 イスラエル
20機前後のAH-64Dがイスラエル空軍第113飛行隊にて集中運用されている。一部の追加発注分が輸出停止処置を受けたため、正確な引き渡し機数は不明。
独自の改修として、レーダー・センサー類やチャフ・フレアディスペンサーの追加等が行われている。
イスラエル空軍のAH-64Dには、毒蛇・大蛇を意味する「Saraf」（英語でSerpent）の愛称が付けられている(Saraph、と表記されることもあり）。
 インド
インド空軍がAH-64E アパッチ・ガーディアンを2018年から導入を開始した。22機を調達する予定で、ボーイング社から機体を購入し、兵装やセンサー類等は、米国の対外軍事販売ルートで購入する。更にオプション契約で11機が含まれている。2019年7月27日に第一陣となる4機が分解された状態でニューデリー郊外のヒンデン基地に運び込まれた。ボーイングの技術者が組み立てた上で、パキスタンとの国境地帯に配備される予定である。2020年7月6日に最終バッチの5機が引き渡され、22機が完納された。
インド陸軍も2020年2月に6機を発注しており、当初は2024年上半期に納入予定だった。2025年7月に第一バッチ3機が納入された。インド北西部のNagtalao陸軍航空基地を拠点とする第451陸軍航空隊に配備予定。
 インドネシア
インドネシア陸軍がAH-64E アパッチ・ガーディアンを2014年に8機発注し、2017年に同軍向けの機体が初飛行、2017年の終わりごろには部隊に配備される見込みである。ロングボウ・レーダーは非搭載。

 エジプト
1995年よりエジプト空軍が導入したAH-64Aの内、AH-64Dへ改修された35機を運用している。ロングボウ・レーダーは非搭載。

 オーストラリア
2021年1月15日、リンダ・レイノルズ国防相はオーストラリア陸軍がティーガーARHの更新用にAH-64Eアパッチ・ガーディアンを採用したと発表した。6月3日、DSCAがAH-64E 29機をエンジンや各種機器、支援業務込みの35億ドルで輸出すると発表した。FMS経由で輸出するAH-64Eは29機だが、同時に輸出するロングボウ・レーダーは16基のみで、代わりに無人機の管制・センサー受信を行うMUM-Tを含む

 オランダ
オランダ空軍が1998年より30機のAH-64DNの導入を開始し、現在29機を運用中。ロングボウ・レーダーは非搭載だが、AH-64Eへの改修を計画しており、その際に追加される可能性がある。2020年11月、AH-64Eへの改修予定1号機がアメリカへ送られた。
航空祭ではソロディスプレイチームの機体が背面ループやフレアの放出などを披露するのが恒例となっている。
 カタール
2016年にカタール空軍が24機のAH-64Eアパッチ・ガーディアンを発注し、初号機が2019年3月14日に引き渡され、2020年5月に全機が完納の予定だった。2023年時点で、24機を保有している。

 韓国
2013年4月17日、韓国陸軍はAH-64Eアパッチ・ガーディアン36機を推定16億ドルで購入することを決めたと発表した。2016年5月26日、最初の4機が引き渡され実戦配備についた
 ギリシャ
ギリシャ陸軍が現在12機のAH-64Dを運用中。仕様が若干異なるためAH-64DHAと呼ばれることもある。

 クウェート
16機のAH-64Dをクウェート空軍が運用中。2020年には、DSCAが追加の8機と16機のE型への改修（エンジンや搭載機器の新造を含む）をFMS経由で合計40億ドルで輸出すると通告した。

 サウジアラビア
サウジアラビア陸軍とサウジアラビア王室警備隊が導入。イエメン内戦にも投入されており、数機が撃墜されている。

 シンガポール
シンガポール空軍が18機を導入。2023年時点で、19機のAH-64Dを保有している。

 台湾
DSCAは台湾向けにFMS経由で、30機のAH-64Eアパッチ・ガーディアン及びAIM-92 173発の輸出を議会に通告。これにより台湾陸軍は調達開始。2012年5月18日に1号機が引き渡され、2014年10月までに全30機の引き渡しが終了した。調達価格は30機で約2,000億円（1機あたり約67億円）。

 モロッコ
2020年6月25日、ボーイングはモロッコからAH-64Eアパッチ・ガーディアン24機の受注を発表。2024年に納入開始予定。
 ポーランド
2024年8月13日、ボーイングはポーランド政府が96機のAH-64Eを調達するFMSの引合受諾書に調印したと発表した。2025年2月、AH-64Eの就役に先立つ訓練用として、8機のAH-64Dのリース契約がアメリカとの間で締結された。

 日本

### 陸上自衛隊
陸上自衛隊では、90機を導入したAH-1Sの減勢が2000年代に始まることを受けて、AH-1Sの調達終了後に後継機の選定（AH-X）を開始した。選定では、日商岩井（現・双日）と富士重工業（現・SUBARU）が提案するボーイングAH-64Dと、三井物産エアロスペースと三菱重工業が提案するAH-1Zの2機種が候補となり、両者の性能やコストなどの比較が行われた結果、2001年（平成13年）8月27日にAH-64Dの採用が決定した。
採用決定の翌年である2002年（平成14年）度予算には2機分の予算が計上され、2006年（平成18年）度には陸上自衛隊への納入が開始されるなど配備は進んだが、非常に高価な戦闘ヘリを毎年1、2機しか調達できず単価が高騰したことや、アメリカでAH-64DブロックIIの生産が終了したことなどを理由に陸上自衛隊は2008年（平成20年）度予算で調達を打ち切り、調達数を62機から13機に縮小することを決定した。
しかし、2008年度予算の概算要求に計上された3機の調達費には、残りの52機の調達費に分割するはずだったライセンス生産料金や設備投資費などを上乗せしたため、単価が216億円にまで高騰してしまった。その結果3機分の予算計上は見送られ、わずか10機で調達を終了することになった。富士重工はボーイング側に支払ったライセンス料や設備投資費など約350億円を回収できなくなったため、国を提訴し、地裁では請求棄却となったが高裁で請求の全部が認容された。
結局、見送られていた3機分の予算は中期防衛力整備計画（平成23年度～平成27年度）で再び盛り込まれ、2011年度から2013年度までに1機ずつ予算計上されて、13機の調達を終了した。調達再開後は1機あたり52億円で取得しているが、最終的な1機当たりの平均単価は、本来含まれる筈のライセンス料と設備投資費(賠償金である350億)が含まれるため約95億円となっている。
2017年4月26日ロッキード・マーティンは、防衛省から陸上自衛隊のAH-64Dアパッチ・ロングボゥ攻撃ヘリコプターの目標捕捉・指示照準装置/パイロット暗視センサー（M-TADS/PNVS） システムアップグレード契約と、3年間の長期維持契約（PBL）契約を受注したと発表した。同社はM-DSAは「レーザーの信頼性を高め、目標を指定して正確な目標範囲を設定するApacheの能力を向上させる」との声明を発表した。
2022年12月16日に政府が閣議決定した防衛力整備計画で、将来的にAH-64D、AH-1S、OH-1を廃止、任務を無人航空機に移行することが明記された。

#### 仕様
ボーイング社は、AH-64シリーズでは初めてAIM-92 ATAS（Air To Air Stinger）を装備可能にするなどの改修をおこなった日本向けのAH-64DブロックIIをAH-64DJPと命名しているが、陸上自衛隊でも略称をAH-64D、愛称をアパッチ・ロングボウとしており、DJPという名称は使用していない。また、AH-1Sは対戦車ヘリコプターに分類されているが、AH-64Dは戦闘ヘリコプターに分類されている。
AH-1Sとの間で情報を共有する「空空間情報共有システム」と、地上の隊員との間で情報を共有する「個人データ共有システム」の実験が行われている。また、OH-1との間で情報を共有する「観測ヘリコプター用戦術支援システム」の実験も行われている。

#### 調達実績
| 予算計上年度         | 調達数 | 予算額  |
| -------------------- | ------ | ------- |
| 平成14年度（2002年） | 2機    | 120億円 |
| 平成15年度（2003年） | 2機    | 148億円 |
| 平成16年度（2004年） | 2機    | 137億円 |
| 平成17年度（2005年） | 2機    | 146億円 |
| 平成18年度（2006年） | 1機    | 105億円 |
| 平成19年度（2007年） | 1機    | 75億円  |
| 平成23年度（2011年） | 1機    | 53億円  |
| 平成24年度（2012年） | 1機    | 52億円  |
| 平成25年度（2013年） | 1機    | 53億円  |
| 合計                 | 13機   | 889億円 |

#### 配備部隊・機関
2025年3月末時点の陸上自衛隊の保有機数は目達原駐屯地の所属の6機を含め12機。2018年2月5日、目達原駐屯地所属の1機が佐賀県神埼市千代田町の民家に墜落した（後述）。
陸上自衛隊航空学校
- 霞ヶ浦校（霞ヶ浦駐屯地）
- 飛行教導隊（明野駐屯地）

陸上自衛隊教育訓練研究本部
- 陸上自衛隊開発実験団
  - 飛行実験隊
    - 飛行班（明野駐屯地）

 西部方面隊
- 西部方面航空隊
  - 第1戦闘ヘリコプター隊（目達原駐屯地）
    - 第2飛行隊　6機

#### 事故
2018年2月5日16時43分頃、陸上自衛隊目達原駐屯地第3対戦車ヘリコプター隊（当時、現第1戦闘ヘリコプター隊）所属の機体が、佐賀県神埼市の住宅に墜落した。機体が墜落した住宅は全焼して隣家1棟も一部が焼けた他、機体の乗員2人が死亡し、全焼した住宅に住んでいた女子小学生が避難の際に膝を打撲した。
事故機は50時間の飛行時間ごとに実施される定期整備後の試験飛行中で、16時35分に離陸許可を受け、36分に離陸し、駐屯地上空を飛び、機体に異常がないことを確認してから福岡県久留米市方面に飛行を始めた。管制官との最後の交信は38分で、事故機側から異常を伝える内容はなかった。現場では、業務上過失致死及び航空危険行為処罰法違反の疑いで現場検証が行われた。
ヘリが墜落する様子を、佐賀城北自動車学校の送迎車のドライブレコーダーが捉えていた。映像には、水平飛行していたヘリが突然機首を下に向け、部品を散乱させながらきりもみ落下する様子が映っている。
現場から東に数百m離れた農地の10ヶ所以上で機体の部品が見つかっており、メインローターが上空でバラバラになった結果急激に墜落したと見られる。AH-64Dのメインローターヘッドは、1750時間の飛行時間ごとに交換する消耗品であり、事故機はすでに1回目のメインローターヘッドを交換をしていたため、陸自は整備不良の可能性もあるとみている。これに関しては15日、墜落した機には飛行の中枢部品に不具合の修理履歴がある中古品が使われていたことが新たに報じられており、専門家は「中古品の再利用は航空業界では常識」としながらも、メーカーの修理や検査に加え、陸自側のチェック、管理が適切だったのかが調査の焦点になると指摘している。
事故を受け、小野寺防衛相は陸自が保有する残り12機（目達原、霞ヶ浦、明野の各駐屯地）のAH-64Dの飛行停止とあわせ、陸海空自衛隊のすべてのヘリコプターについて点検や整備を徹底するよう指示した。また同型機を運用する台湾も保有機を飛行停止した。6日、防衛省で記者団に対し、機体からフライトレコーダー（飛行記録装置）を回収したと明らかにした。
2018年5月28日、陸上自衛隊は事故調査の中間報告を行った。中間報告では墜落の原因として『主回転翼の羽根（ブレード）と回転軸をつなぐ「メインローターヘッド」内部の金属製ボルトが破損したことで、羽根が分離した』とし、操縦ミスや整備不良は否定している。
2018年3月にアメリカ陸軍はAH-64Eについて、メインブレードをローターヘッドに固定するボルトの耐久性に深刻な問題が生じたため、問題が解決されない限りボーイングからの調達を中止すると発表したが、陸自の事故との関連は不明とされる。

## 派生型
AH-64D アパッチ・ロングボウ
ロングボウ・レーダー搭載型。
AH-64DN アパッチ
オランダ空軍向け生産型。ロングボウ・レーダー非装備で、スタブウイングに独自のミサイル防御システムを備える。
WAH-64 アパッチ
イギリス陸軍向け生産型（イギリス陸軍内での呼称はアパッチAH.1）。

AH-64E アパッチ・ガーディアン
旧称AH-64D ブロックIII。
AH-64F
構想中の派生型。新型タービン・エンジン開発計画AATE(en)で開発されたエンジンが搭載され、格納式のランディング・ギア、さらに前進する推力を稼ぐためにテイル・ローターを90度回転させる機構などが盛り込まれる予定である。

## 性能諸元
- メインローター直径：14.63m
- 全長：17.76m
- 全高：4.95m（FCR頂部まで）
- 回転円盤面積：168.1m2
- 空虚重量：5,353kg
- 設計ミッション総重量：8,000kg
- 最大離陸重量：10,101kg
- GE製 T700-GE-701C ターボシャフト×2
- エンジン推力：1,301kW
- 超過禁止速度：197kt/364.8km/h=M0.30
- 水平速度：149kt/276km/h=M0.23
- 上昇率：541m/min
- ホバリング高度限界：4,171m（地面効果内（IGE)）/2,888m（地面効果外(OGE)）
- 航続距離：490km（機内燃料のみ）/1,896km（フェリー時）
- 乗員：2名（前席：射撃手兼副操縦士/後席：操縦士）
- 固定武装：M230A1 30mm機関砲×1
- 通常武装
  - AGM-114ヘルファイア 対戦車ミサイル
  - AIM-92スティンガー 空対空ミサイル
  - ハイドラ70ロケット弾